# 3337 Miloš
A 3337 Miloš (ideiglenes jelöléssel 1971 UG1) a Naprendszer kisbolygóövében található aszteroida. Luboš Kohoutek fedezte fel 1971. október 26-án.